# Otto Sperling (Psychoanalytiker)
Otto Sperling (geboren 14. Dezember 1899 in Wien, Österreich-Ungarn; gestorben 23. September 2002 in New York City) war ein austroamerikanischer Psychoanalytiker.

## Leben
Otto Sperling war ein Sohn des Kaufmanns Simon Sperling. Er besuchte das Erzherzog Rainer-Realgymnasium, heute Sperlgymnasium, in der Kleinen Sperlgasse 2c bzw. 4 in Wien-Leopoldstadt und studierte ab 1918 Medizin an der Universität Wien. Sperling nahm am Wiener Seminar für Sexuologie teil und hielt dort Anfang 1920 drei Referate zur „Trieblehre“. Im Jahr 1924 wurde er promoviert und machte anschließend eine Facharztausbildung für Neurologie und Psychiatrie bei Julius Wagner-Jauregg, Emil Mattauschek und Otto Pötzl. Er arbeitete bei Bernhard Dattner. Sperling absolvierte von 1925 bis 1929 eine psychoanalytische Fortbildung am neugegründeten Wiener psychoanalytischen Lehrinstitut. Er machte eine Lehranalyse bei Robert Jokl, eine zweite bei Hans Lampl, sowie Kontrollanalysen bei Helene Deutsch, Paul Federn und Eduard Hitschmann. Er wurde 1928 außerordentliches, 1933 ordentliches Mitglied der Wiener Psychoanalytischen Vereinigung (WPV). 
Sperling heiratete 1929 die Kinderärztin Melitta Wojnilower, die sich ebenfalls in einer psychoanalytischen Fortbildung befand. Ihr 1934 geborener Sohn Georg wurde als kognitiver Psychologe bekannt, die Tochter Eva als Malerin von Wandbildern (Murals). Er arbeitete am Ambulatorium der WPV, war in den Kinderberatungsstellen der WPV tätig und besuchte die Seminare für Kinderpsychoanalyse bei Anna Freud. 
Nach dem Anschluss Österreichs 1938 emigrierte die Familie in die USA, wo Melitta Sperling Verwandte hatte, die für ein Affidavit sorgten. Otto Sperling eröffnete eine psychoanalytische Praxis in Brooklyn und wurde 1940 Mitglied der American Psychoanalytic Association und 1941 der New York Psychoanalytic Society. Er arbeitete an verschiedenen Kliniken und lehrte Psychiatrie an der New York University.

## Schriften (Auswahl)
- Zur Kasuistik und Auffassung der Narkolepsie, in: Deutsche Zeitschrift für Nervenheilkunde, 102, 1928, S. 252–265
- Alkoholismus und Sexualerziehung. Sexualnot und Sexualreform. Verhandlungen der Weltliga für Sexualreform. IV. Kongress 1930. Wien, 1931, S. 179–184
- The balancing Function of the ego – with special emphasis on learning. IJP 45, 1964, S. 254–262
- Otto Sperling (Hrsg.): Melitta Sperling: Psychosomatic Disorders in Childhood. New York: Aronson, 1977